# 莱桑西兹-孔普斯
莱桑西兹-孔普斯（法語：Les Ancizes-Comps，法語發音：[le.z‿ɑ̃siz kɔ̃ps]）是法国多姆山省的一个市镇，位于该省西北部，属于里永区。

## 历史
该市镇原名孔普斯（Comps），由包括孔普斯和莱桑西兹（Les Ancizes）在内的多个村庄组成。1885年，该市镇的行政中心从孔普斯迁至莱桑西兹，并更名为今天的“莱桑西兹-孔普斯”。

## 地理
莱桑西兹-孔普斯（45°55'31"N, 2°48'46"E）面积21.2 平方千米，位于法国奥弗涅-罗讷-阿尔卑斯大区多姆山省，该省份为法国中南部省份，北起阿列省接壤，东临卢瓦尔省，南至上盧瓦爾省和康塔爾省，西接科雷兹省和克勒兹省。
与莱桑西兹-孔普斯接壤的市镇（或旧市镇、城区）包括：沙普德博福尔、米尔蒙、圣乔治德蒙斯、圣雅克当比尔、圣普列斯特德尚、索雷-贝塞尔沃。

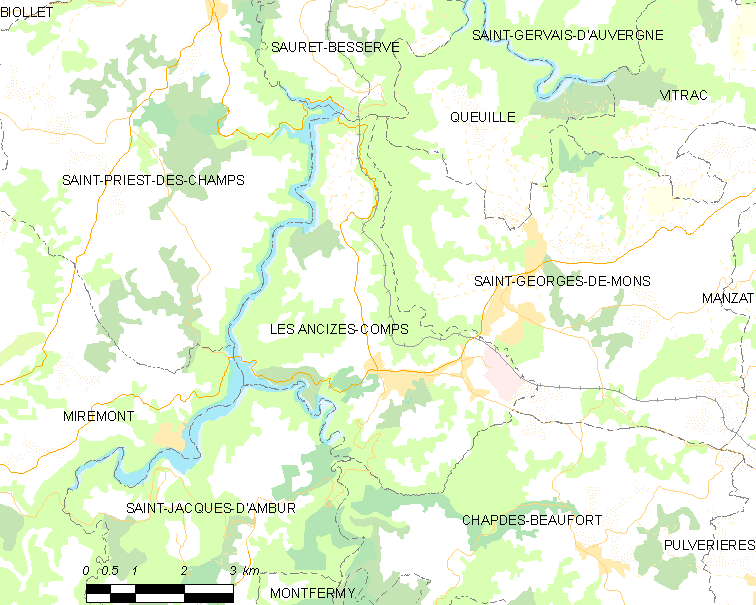
莱桑西兹-孔普斯的OSM定位图

莱桑西兹-孔普斯的时区为UTC+01:00、UTC+02:00（夏令时）。

## 行政
莱桑西兹-孔普斯的邮政编码为63770，INSEE市镇编码为63004。

## 政治
莱桑西兹-孔普斯所属的省级选区为圣乔治德蒙斯县。

## 人口

1962-2008年间莱桑西兹-孔普斯人口变化图示

莱桑西兹-孔普斯于2022年1月1日时的人口数量为1714人。